# Yield management
 (juin 2018).
Pour les articles homonymes, voir Yield.

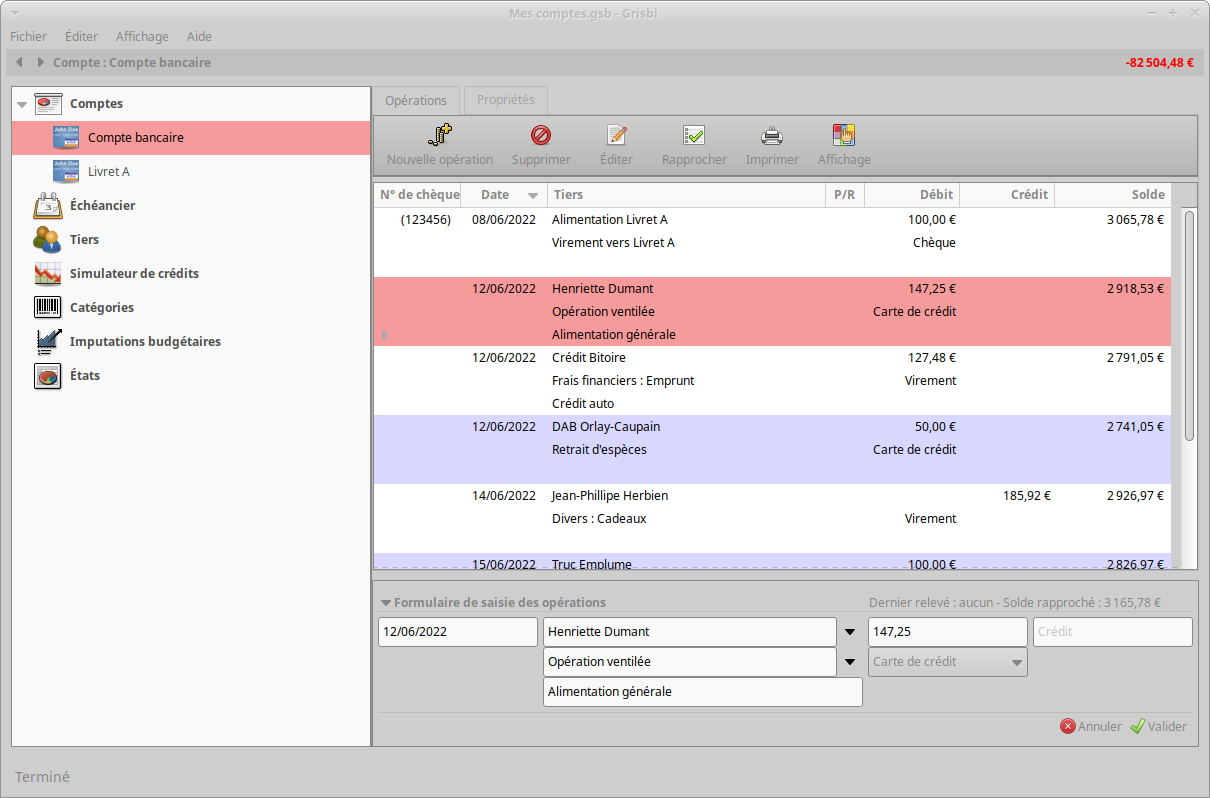
Capture d’écran de w:fr:Grisbi

Le yield management — de l'anglais yield, « rendement » — est un système de gestion tarifaire des capacités disponibles telles des chambres en hôtellerie ou des sièges dans le transport aérien et ferroviaire, qui a pour objectif l'optimisation du remplissage et du chiffre d'affaires. Plus précisément, il s'agit d'une « pratique commerciale qui consiste à faire varier les prix en fonction du comportement de la demande des consommateurs ».
On l'appelle également revenue management, ou encore de manière restrictive tarification en temps réel (selon Cariou) ou tarification différenciée.

## Différentes approches duyield management
Ainsi, selon Alain Capiez, professeur à l'université d'Angers, « le yield management a pour objectif de maximiser les recettes de l’entreprise de service. Il identifie des segments de marché, en évalue les potentialités et fixe des prix. Il crée des règles de réduction de tarif et de déplacement pour établir un processus avancé de réservation. Il en contrôle l’efficacité et la mise en œuvre. Il assure la gestion de la capacité disponible par une tarification et une offre de services adaptées à la spécificité de chaque segment identifié. »
Selon Evelyne Gasse : « C'est une technique qui permet de calculer, en temps réel, les meilleurs prix pour optimiser le profit généré par la vente d’un produit ou d’un service, sur la base d’une modélisation et d’une prévision en temps réel du comportement de la demande par micro segment de marché. » Il s'agit en fait à proprement parler d'une amélioration et non d'une optimisation.
D'autres définitions plus synthétiques existent en anglais : « The process of improving corporate revenue through the implementation of Strategic Pricing and Inventory Controls. » selon Werks.
Selon l'ancien CEO de Delta Air Lines, là où est née la technique de Revenue Management au début des années 1980 lorsque le trafic aérien fut dérégulé aux États-Unis : « Le Revenue Management est la technique qui permet d'offrir au bon moment, la bonne quantité d'un service spécifique au bon prix », soit appliqué à une compagnie aérienne : 10 places à 100 euros 10 jours avant le départ. On peut envisager dans ce cas que, la veille il y avait 15 places de disponibles, ou que la veille le prix unitaire était de 90 euros, voire les deux.
Le revenue management recouvre sous ce vocable, diverses techniques comme :
1. l'inventory control (la première technique développée et encore utilisée de nos jours dans le transport aérien, comme les sociétés Air Europa, Air Berlin...). Toute société segmentant son offre tarifaire sans passer par un système de Revenue Management (un « vrai » système avec méta-calculateur de prévision) appartient à cette catégorie ;
2. le yield management (technique visant à augmenter la recette unitaire sans s'occuper du volume de vente, technique non utilisée de nos jours, à part en hôtellerie) ;
3. revenue management, (technique largement utilisée de nos jours, se basant sur l'optimisation du prix de vente unitaire suivant le schéma Historique → Prévision → Optimisation → Implémentation). Cette technique est très largement utilisée par la plupart des compagnies aériennes, telles que Air France, Iberia, Lufthansa, Ryanair, etc.) Sa forme la plus connue et la plus répandue de prévision se nomme EMSR (pour Expected Marginal Seat Revenue en anglais), et a été formulé pour la première fois en 1988 par Peter Belobaba. Tous les systèmes de Revenue Management intègrent une ou plusieurs formules de prévision. Il y a environ 15 types de formules, la plus connue étant l'EMSR ;
4. dynamic pricing (dont le système de prévision désagglomère la segmentation tarifaire, prochainement utilisé par la société Spanair[réf. nécessaire]) ;
5. willingness to pay (uniquement utilisé par la société SAS[réf. nécessaire])

D'autres grandes sociétés aériennes, comme EasyJet ou Air Berlin, créent leur propre système de Revenue Management. De façon assez opaque, ces systèmes intègrent dans leur optimisation des données provenant de l'historique (en volume), de l'offre tarifaire, ainsi que le RBC (rule-based-control), influant sur la disponibilité de chaque classe tarifaire en fonction de certains critères fixes et/ou variables (dans le cas d'EasyJet, 16 % de la capacité de l'appareil est disponible dans la classe tarifaire la moins chère, de manière inconditionnelle).

## Historique
En étudiant le futur système Sabre, la compagnie American Airlines envisageait dès les années 1950 d'utiliser en temps réel les statistiques de réservation de ses vols pour mieux diminuer ses coûts. Le problème essentiel était alors celui dit de l'escale : Quand accepter ou non une réservation BC sur un vol ABC au risque de perdre ainsi une place sur AC dans le même vol ?. Il n'était évidemment pas question à l'époque de tarification en temps réel à la demande, mais le système en fournissait déjà des bases possibles.
La technique du Revenue Management, née aux environs de 1958 aux États-Unis, cherchait alors à s'adapter aux passagers qui malgré une réservation (l'achat n'étant alors pas toujours obligatoire au même moment) ne se présentaient pas à l'embarquement de l'appareil. Il fallut donc statistiquement quantifier et prévoir le nombre de passagers défaillants (no show passengers, ou encore en code aérien NOSH). Un moyen était de vendre davantage de billets que de places « physiques », tout en limitant les passagers refusés à l'embarquement pour cause de surréservation (code aérien : OVB pour over-booking, ou encore DNB pour denied boarding), qu'il fallait indemniser et reporter sur un autre vol si l'on ne disposait pas de place en classe supérieure où les faire voyager sans supplément.
En 1984, à la suite de la dérégulation du secteur aérien aux États-Unis, Robert Cross de la société Delta Air Lines inventa la technique de Revenue Management telle que nous la connaissons aujourd'hui. Avec un budget inférieur à 3 000 000 $ et environ 50 personnes (qui à l'époque travaillaient déjà pour la société au sein du département « space control »), il parvint en moins d'un an à réaliser plus de 300 000 000 $ de rentrées supplémentaires, en segmentant l'offre, la demande, la quantité, le prix et le moment.
Dans les années 2000, à la suite de la poursuite des déréglementations sous George W. Bush, le yield management s'est scindé en deux, créant une autre approche le « marketing de contrainte », on parle alors de « taux d'équipement », de « taux de capture », de « client contraints ».
Ce type de marketing est usité dans toutes les grandes entreprises en situation d'oligopole et concerne les clients liés soit par un contrat (téléphonie, assurance, crédit, distribution d'eau...) soit par un élément extérieur entravant le départ du client vers la concurrence. Il consiste à rechercher les contraintes ou vulnérabilités extérieures au contrat liant le client à la société et à facturer des prestations avec des marges très élevées.
Ainsi, pour un opérateur téléphonique, les frais de rejets de prélèvements pour « provisions insuffisantes » indique que le client ne bénéficie plus de la confiance de sa banque. Cet opérateur facture donc des frais de rejet sans commune mesures à ceux qu'il a lui-même engagés.
Le montant des frais bancaires de découvert repose sur ce type de marketing.

## Enjeux du yield management
Les principes du yield management ne sont applicables que si l'entreprise répond à certains critères comme :
- un appareil de production fixe (incapacité d'adaptation des capacités en volume) ;
- une incapacité de stockage (les produits non vendus sont donc perdus) ;
- la capacité de prévoir son activité (par exemple, grâce aux réservations, aux statistiques des ventes passées…).

Ces critères ne dépendent pas de l'entreprise, elle les subit. Afin d'optimiser son chiffre d'affaires, le yield management amène à adapter son offre en prévision de la demande.
Selon la période, l'entreprise se retrouvera avec une capacité trop importante, les ventes ne suffisent pas à rentabiliser la journée, à cause des hautes charges fixes. À l'inverse, la capacité peut être trop faible, et être sous une grande demande. On ne peut satisfaire toutes les demandes, et donc on perd un client potentiel par manque de produit.
Le yield management est utile pour ces entreprises. Pour l'une, afin d'attirer plus de clients, de moduler les prix selon la demande. Pour l'autre, afin de vendre les produits aux prix les plus intéressants.
L'objectif principal du yield management, et ce pour toute entreprise, est de maximiser son chiffre d'affaires pour sa capacité. Le yield management trouve tout particulièrement son utilité dans les entreprises dont les charges sont majoritairement fixes, car le yield management intervient exclusivement sur le chiffre d'affaires (CA), et que le résultat dépend essentiellement de celui-ci : plus le CA sera optimisé, meilleur sera le résultat. Contrairement aux entreprises ayant de nombreuses charges variables, où le résultat dépendra aussi bien du CA que de leurs charges variables.

### Domaines d'application
Actuellement, le Revenue Management concerne exclusivement les sociétés de services. Plusieurs études ont néanmoins été réalisées sur certains produits (yoghourts notamment, en diminuant le prix graduellement, en fonction de la date de péremption).
Les compagnies aériennes ont développé des outils surpuissants, mais ce ne sont pas les seules à faire appel au Revenue Management. D'autres domaines font appel à cette technique, comme les loueurs de voiture, les hôtels, les croisières et traversées en ferry, les trains, les autocars et depuis peu[Quand ?], certains secteurs commencent timidement avec le Revenue Management, comme : les salons de coiffure (le prix varie d'un jour à l'autre ; dans ce cas, il ne s'agit pas à proprement parler de RM mais de pricing), les restaurants (pour gérer la liste d'attente, ex : un couple se présente à qui l'on demande de patienter, et quelques minutes plus tard entrent un couple et deux enfants qui obtiennent immédiatement une table. En fait le restaurateur ne disposait plus que d'une table pour quatre personnes).
Le yield management est une méthode qui a des besoins et des coûts, et toutes les entreprises de services n'ont pas les moyens financiers ou humains pour mettre en place le yield management de manière optimale. Il faut des logiciels adaptés, logiciels qui permettent de segmenter les ventes, de définir des plages tarifaires, etc.
Il faut un support de réflexion, généralement des statistiques basées sur les chiffres quotidiens. Ces statistiques demandent un suivi quotidien et détaillé.
Il faut également prévoir des moyens simples et rapides pour communiquer les évolutions tarifaires. De nos jours[Quand ?], certains secteurs sont particulièrement bien équipés, notamment le tourisme où les logiciels des différents intervenants sont créés pour fonctionner les uns avec les autres. Il y a aussi un besoin humain, la mise en place du yield management nécessite la création d'un Yield manager, sa place dans l'organigramme de l'entreprise est importante car il interviendrait auprès de ses collaborateurs mais également auprès des partenaires. Les personnels de vente doivent être formés ; si le Yield manager fixe les prix, le personnel doit être capable de sa propre initiative de passer d'une offre tarifaire à une autre.
Il peut néanmoins être mis en place à des degrés divers et a été appliqué avec succès par exemple dans des stratégies de positionnement dynamique pour des entreprises d'édition.
Pour le second type, qu'il convient d'appeler « marketing de contrainte » il est en vigueur dans toutes les grandes sociétés prestataires de services en situation oligopole ou quasi-monopole.
Deux conditions pour qu'il soit efficace :
- 1re condition : le départ du client vers la concurrence doit être entravé (soit par des contraintes techniques ou une complexité administrative ex: portabilité du numéro de téléphone, solde d'un découvert bancaire ou autre...) ;
- 2e condition : un suivi statistique recherchant les vulnérabilités potentielles extérieures.

Exemple de vulnérabilités potentielles : divorce en cours, licenciement, frais pour « provisions insuffisantes » fichage « FICP » , autre crédit, autre contrat au sein de l'entreprise, maladie, faible niveau d'étude, faible qualification professionnelle....
Les cibles proscrites : les « 3A » (Auxiliaires de justice, Agents d'assurances, Architectes) le nombre et coût contentieux surpasse très largement la marge réalisée et rend ces CSP (catégories socio-professionnelles) peu intéressantes.

## Mise en place du yield management

### Segmentation de la clientèle
Lorsque l'on commence à utiliser le Yield management, une des premières choses à faire est de segmenter la clientèle. Les critères de segmentation différeront selon les entreprises et les objectifs visés. Par exemple, une entreprise visant à vendre plus de produits, segmentera ses clients de manière à voir ceux qui consommeront le plus de ses produits, et le plus régulièrement. À l'inverse, une entreprise visant à vendre ses produits au meilleur prix pour elle, segmentera ses clients selon ceux qui seront prêts à payer le plus.
La segmentation doit être la plus précise possible. Il arrive souvent que des segmentations aient des sous-segmentations. Prenons l'exemple d'une compagnie aérienne, une personne achète un billet sur internet, il sera de la segmentation A. Mais s'il l'achète sur internet via le site d'un voyagiste, il sera segmenté AB. L'utilité de ce genre de segmentation, est de savoir précisément qui achète et comment. Grâce à ces segmentations, on a les réponses aux questions « qui ? » et « comment ? ». La segmentation ne répond pas à la question « Pourquoi ?». Par contre, le pourquoi influencera la politique tarifaire selon chaque segmentation.

### Étude du marché
La deuxième chose indispensable pour appliquer les principes du yield management, est la connaissance du marché dans lequel officie l'entreprise. Selon ses produits, elle entrera en concurrence avec certaines entreprises, mais pourra être complémentaire avec d'autres.
La connaissance du marché passe par plusieurs points. Le premier est la fluctuation de la demande. Selon les événements, les périodes et la localisation, la demande va changer d'un moment à un autre. Il est indispensable de pouvoir planifier les périodes de forte activité, et celle où elle sera faible. Pour cela, il y a divers outils à mettre en place, par exemple :
- un planning des manifestations ;
- des rapports d'activités des années précédentes ;
- les avantages et inconvénients de l'entreprise et de ses produits ;
- la veille des prix concurrents[5].

Gardons comme exemple, une compagnie aérienne et nautique qui visera à augmenter son nombre de ventes de produits, en période de faible activité, et augmenter son chiffre d'affaires, en période de forte activité. Durant un évènement sur deux jours qui amènera de nombreux passagers, elle pourra pratiquer des prix bas quelques jours en amont et en aval de l'évènement, afin d'inciter des voyageurs à partir sur des périodes où son activité aurait été faible, et pratiquer des prix élevés, sur la période de l'évènement, sachant que la demande sera telle qu'elle vendra tout de même son produit. Ici, le planning des manifestations, lui aura permis d'optimiser son chiffre d'affaires, mais également les rapports d'activités qui lui ont appris que pour la même période sans évènement, elle avait vendu peu de ses produits.
Le marché est également composé de ses concurrents, il est indispensable d'être plus attirant que l'entreprise concurrente. Il faut donc connaître ce que celle-ci propose, afin de faire mieux, pour une segmentation de la clientèle donnée.

## Utilisation du yield management
Le yield management sera basé sur des chiffres, mais la gestion de ces chiffres et son impact nécessitent une intervention humaine importante. Les chiffres peuvent être utilisés par n'importe quelle personne mais afin qu'ils soient bien utilisés, il est nécessaire d'avoir une personne formée à la gestion et sensible aux évolutions du marché.

### Les contraintes
Une fois mis en place, on peut rapidement passer à une phase active et pratique. La personne responsable va devoir mettre en place des tarifs variés, des offres promotionnelles et des services dans l'idée de perdre le moins de clients. Mais afin d'avoir une utilisation efficace du yield management, il faut fournir aux services de ventes (que ceux-ci soient humains ou informatisés) des informations sur la politique à un moment précis de l'entreprise. De plus en plus les ventes de services se font à distance via internet ou des entreprises (comme les agences de voyages) qui ne peuvent pas avoir la flexibilité qu'aura un employé de l'entreprise spécialisé dans la vente, il faut donc offrir des possibilités de choix.
Le problème qui se pose alors est de voir une offre promotionnelle choisie par la majorité des clients ce qui entraînera une baisse du chiffre d'affaires et donc une non-optimisation du chiffre d'affaires ainsi à toute offre promotionnelle sont liées des « contraintes ». Ces contraintes sont là pour diverses raisons. Tout d'abord, lorsqu'une offre promotionnelle est mise en place, afin de ne pas faire chuter le CA, il est souvent mis en place un quota maximum de disponibilités afin de contrôler l'influence de cette promotion sur l'activité. Des contraintes physiques, par exemple une impossibilité d'annuler le service et ce même avant sa consommation, des contraintes temporelles, par exemple le service n'est vendu au tarif promotionnel que si le client prend un billet d'avion aller-retour et que l'aller et le retour sont séparés de deux ou trois jours. Il peut aussi y avoir des contraintes commerciales. Par exemple, le billet d'avion sera à moitié prix si le client loge dans tel ou tel hôtel. Ceci résultant d'accords entre les entreprises bénéficiaires.
L'objectif de ces contraintes est de limiter l'impact négatif sur le CA.

### La fidélisation
Afin d'optimiser le chiffre d'affaires, il est très bénéfique de fidéliser la clientèle, pour cela on offre aux clients fidèles des avantages. Afin de reconnaître les clients fidèles, il leur est souvent vendu des cartes de fidélité entraînant sur présentation des réductions, des services supplémentaires ou des cumuls de points amenant des cadeaux. Cette idée a été reprise par les marques de grande distribution qui, afin de fidéliser leur clientèle, ont mis en place des cartes de fidèlités gratuites permettant un cumul de points ou même des facilités de paiements.
La fidélisation passe aussi par un critère plus abstrait et indirectement lié au yield management : la qualité du service. On dit que « un client satisfait raconte son séjour à trois personnes, un mécontent à dix ». La personne chargée du yield management doit tenir compte de la qualité du service et des problèmes que les clients peuvent rencontrer et les améliorer. Pour cela, il est nécessaire de mettre en place une possibilité facile et « formelle » aux clients de se plaindre, par exemple via des questionnaires de satisfactions. Un retour de la part de l'équipe chargée des ventes des services est également indispensable pour faire évoluer le produit. La mise en place de ses rapports permet de régler les problèmes existants et de mieux gérer les problèmes à venir. Lorsqu'un client est sujet d'une plainte, s'il se retrouve face à une procédure simple et formelle (par écrit souvent), il aura le sentiment que son avis compte et dès lors, il n'aura pas eu un problème mais aura permis que celui-ci soit réglé ; si pour l'entreprise le résultat est le même, pour le client, il est diamétralement différent.

### Offre promotionnelle par segmentation
C'est la partie la plus complexe à mettre en place, et à contrôler lors de l'utilisation du yield management. Ces offres sont généralement créées afin d'attirer une segmentation de la clientèle qui normalement n'achète pas, ou peu, les services de l'entreprise. Donc pour cela, il faut instaurer des conditions restrictives d'identification pour chaque segmentation sujette à une promotion, afin d'assurer qu'il y ait une étanchéité entre chaque segmentation, et d'empêcher un client de bénéficier de la promotion inférieure. Cela peut se faire par la présentation de justificatif. Ces « barrières » sont appelées fence.

### Le contrôle des ventes
Ce point-là est applicable à la majorité des entreprises de services mais avec une exception, l'hôtellerie.
Dans les entreprises de services, afin d'optimiser le CA, on cherche à vendre au mieu les services. Il faut pour cela éviter de vendre un service longtemps à l'avance moins cher que ce qu'on le vendrait le jour même mais il faut aussi réussir à vendre le maximum de service pour le jour J. C'est là un des objectifs potentiels les plus importants du yield management.
La totalité des outils mis en place permettent de prévoir un peu l'activité qu'il y aura pour un jour J ; à partir de ces outils, on définira des tarifs. Souvent les entreprises définissent des quotas de ventes minimum. Ces quotas sont généralement alloués aux voyagistes (agence de voyages, sites web, etc.) et sont à des prix très avantageux. Ensuite, pour le reste du temps, on définira pour une segmentation un prix plancher au-dessous duquel les ventes ne seront pas autorisées. Ce plancher fluctuera selon les ventes faites, et les ventes faites les années passées à la même période. Ainsi on optimisera la vente des services au plus grand nombre de clients.

#### Cas particulier: les hôtels
Les hôtels ont leur spécificité, et donc leur propre pratique du yield management.
En France, les services hôteliers ne sont souvent réglés qu'après consommation de ceux-ci, et même quelques jours après leur consommation. Les réservations enregistrées ne correspondent pas nécessairement aux ventes qui seront effectuées et n'en sont qu'un indicateur. Pour sécuriser les ventes, on peut « responsabiliser » le client en lui demandant de fournir quelques garanties de sa venue. Cela ne suffit pas toujours : il est régulier que des clients ne viennent pas pour des raisons imprévues (événement familial grave, maladie, accident...), leur chambre demeurant vide. Cette chambre vide représente un manque à gagner pendant les charges correspondantes courent. Pour assurer la surjection cherchée, les hôtels de grande taille pratiquent parfois une surréservation.
Cette pratique non dénuée de risques consiste à permettre de réserver plus de chambres qu'il n'y en a réellement pour éviter de se retrouver avec une chambre vide, en se fondant sur un taux de défection supposé connu. Elle exige la connaissance de multiples paramètres : le nombre de défaillances (clients ne se présentant pas) des jours précédents et des années précédentes, pour estimer leur nombre à venir le moins mal possible. Ensuite, le marché local, car si tous les clients viennent, il faut pouvoir loger les « surréservés » ailleurs sous peine de poursuites. Si la surréservation atteint ses buts (si l'hôtelier vend toutes ses chambres ou presque sans avoir à loger ailleurs d'éventuels surréservés), il aura optimisé son chiffre d'affaires en vendant davantage de services qu'il n'en peut réellement fournir.
L'une des stratégies commerciales des hôteliers est de proposer la vente de leurs services via des sociétés tierces, à savoir (en général) des sites internet à visibilité globale (les hôtels concernés sont répartis partout dans le monde) comme Expedia.
Les offres (en général moins chères que le prix officiel de l'hôtelier) sont payables à la réservation. Les règles, variant d'un site à l'autre, permettent ou non l'annulation et/ou le remboursement des sommes versées, en partie ou en intégralité.
Ces sites sont rémunérés par une commission (appelée provision en anglais) qui oscille de 5 à 25 % et qui est généralement décidée par l'hôtelier en temps réel, en même moment que le prix de la chambre. L'ordre d'affichage des offres d'hôtel du prestataire de vente dépend donc de ce que ce dernier percevra en cas de vente (il ne s'agit plus de réservation) : la chambre la moins chère n'étant pas nécessairement la première à s'afficher. De plus, cette commission, appelée arrhes ou acomptes ne peut dépasser 30 % du montant du séjour.

#### Le Rôle du Yield Manager dans une Équipe de Réception
Au sein d’une équipe de réception, le Yield Manager occupe un rôle central dans la mise en œuvre réussie de la stratégie de revenue management. Ce professionnel est responsable d’analyser les données, les tendances de la demande et de prendre des décisions éclairées pour ajuster les prix et optimiser le taux d’occupation. Le Yield Manager collabore étroitement avec d’autres membres de l’équipe, tels que les responsables des ventes, du marketing et de la réservation, pour garantir une cohérence globale.
Le Yield Manager utilise des outils et des systèmes avancés pour collecter et analyser les données, ce qui lui permet de prendre des décisions basées sur des informations concrètes. En ajustant les prix de manière stratégique et en optimisant la disponibilité des produits ou services, le Yield Manager contribue directement à la croissance des revenus de votre établissement.
L'optimisation des Revenus par le Yield Management en Agences de Voyages
Le Yield management dans les agences de voyages consiste à ajuster les prix des services proposés en fonction des variations de la demande et d'autres variables du marché. Cela inclut :
- L’optimisation des prix des billets d'avion en fonction du moment de la réservation, de la saison et de la demande globale.
- La gestion des forfaits vacances, en proposant des prix attractifs tout en maximisant la marge bénéficiaire.
- L’adaptation des tarifs des séjours ou des excursions selon les tendances du marché et le comportement d'achat des clients.

Contrairement à d'autres secteurs où le produit est généralement homogène (par exemple, les chambres d'hôtel), les agences de voyages vendent une combinaison complexe de services. Le Yield management doit donc tenir compte des caractéristiques de chaque produit (vol, hôtel, activité) et des attentes des différents segments de clients.

## Formation
Très peu de formations académiques préparent au métier du Revenue Management :
- L'université de Columbia, à New York, propose des cours de Pricing et Revenue Management animés par Guillermo Gallego et Robert L. Phillips.
- l'Institut Charles Peguy, à Louvain-La-Neuve propose un cours de Yield Management
- Un diplôme de grade master spécialisé en revenue management est proposé par l'ESSCA, à Angers en partenariat avec l'Université d'Angers.
- l'École nationale de la statistique et de l'analyse de l'information (Ensai) est la seule école d'ingénieurs à proposer cette spécialisation via sa filière marketing quantitatif et revenue management (rentrée 2013) ;
- L'IAE Savoie Mont Blanc propose un Master spécialisé en revenue management appliqué à l'hôtellerie et la restauration.
- airECONsim est un jeu pédagogique en ligne permettant de présenter les principes économiques du revenue management (utilisé en particulier à l'Ensai)[8].
- Vatel Lyon international business school hotel and tourism management propose une spécialisation en revenue management en deuxième année de master.
- L'École Supérieure de Commerce et d'Administration des Entreprises du Tourisme (ESCAET) propose aussi une spécialisation en revenue management dans son programme MBA.
- l'Institut Superieur International Du Tourisme de Tanger(ISITT) au Maroc propose aussi des cours de Revenue Management ainsi que du CRM (gestion des relations clients).